# Пертцик, Вадим Аркадьевич
Вадим Аркадьевич Пертцик (5 сентября 1923, Архангельск — 8 декабря 1994, Москва) — советский юрист, специалист по теории государства и права; выпускник юридического факультета МГУ (1949), доктор юридических наук с диссертацией о проблемах местного самоуправления (1968); профессор и декан юридического факультета Иркутского государственного университета (1964—1974); главный научный сотрудник ВНИИ советского законодательства; заслуженный юрист РСФСР (1990).

## Биография

### Ранние годы. Война
Вадим Пертцик родился 5 сентября 1923 года в Архангельске в семье юриста Аркадия Григорьевича Пертцика (1893—1971), уроженца Екатеринослава, автора публикаций в области юриспруденции, начальника отдела кадров и зарплаты Главхимпомстроя, после войны юрисконсульта; мать — Сарра Елиазаровна Гуревич (1896—1980), родом из Таганрога, врач Боткинской больницы. Получил среднее образование в 124-й средней школе города Москвы в канун войны. Во время Великой Отечественной войны семья была эвакуирована в Березники Молотовской области, откуда В. А. Пертцик был призван в РККА: в марте 1942 года, после окончания военного училища (в августе 1941 года стал курсантом краткосрочных командных курсов в городе Калинин) он был отправлен на фронт и в период с 1942 по 1944 годах участвовал в боях в районе Москвы (в Московской зоне обороны), был в частях Воронежского и 1-го Украинского фронта; принимал участие в боях под Киевом. В ходе службу прошёл путь от командира огнемётного взвода Красной армии до командира батальона. В мае 1944 года был направлен на учебу в Москву — стал обучаться в Военной академии химической защиты. За боевые заслуги был награждён двумя орденами: орденом Красной Звезды и орденом Отечественной войны (I степени), а также и двенадцатью медалями.

### Юриспруденция
После войны и демобилизации, в 1949 году Пертцик стал выпускником юридического факультета Московского государственного университета имени М. В. Ломоносова (с отличием) и поступил в аспирантуру, действовавшую при Институте государства и права (ИГП) АН СССР. В годы учебы в ВУЗе работал учителем и завучем, а также — являлся директором московских средних школ. В декабре 1952 года он завершил обучение в аспирантуре и защитил во Всесоюзном институте юридических наук (ВИЮН) кандидатскую диссертацию по теме «Организационно-массовая работа Московского городского Совета депутатов трудящихся и её основные формы в послевоенный период (1946—1951 гг.)» — стал кандидатом юридических наук в марте 1954 года.
В период с 1954 по 1974 год Пертцик работал на юридическом факультете Иркутского государственного университета, где он последовательно занимал должности старшего преподавателя, доцента (с марта 1958) и заведующего кафедрой, состоя на кафедре государственного права и советского строительства. Заведовал кафедрой с 1961 по 1974 год и являлся деканом всего юридического факультета с 1964 по 1974. В 1963 году в Иркутске, в серии «Труды Иркутского государственного университета имени А. А. Жданова», вышла его книга «Проблемы местного самоуправления в СССР», в которой он исследовал как проблемы организации, так и деятельности местных советов народных депутатов. В 1968 году успешно защитил в Уральском государственном университете докторскую диссертацию по теме «Государственно-правовые проблемы организации и деятельности местных советов депутатов трудящихся в СССР» (иногда — по теме «Проблемы местного самоуправления»); стал доктором юридических наук.
В 1961—1963 и в 1963—1965 годах Пертцик дважды являлся депутатом Иркутского городского Совета депутатов трудящихся, в котором состоял председателем постоянной комиссии. В институте читал студентам лекционные курсы по государственному праву СССР и государственному праву социалистических стран, а также — по государственному праву «буржуазных стран» и стран, освободившихся от колониальной зависимости. Кроме того, он разработал и вёл специальные курсы по темам «Основы научной организации труда в работе местных Советов» и «Советское строительство».
В 1974 году Пертцик переехал в Москву и начал работать во Всесоюзном научно-исследовательском институте советского законодательства, подчинявшегося Министерству юстиции СССР (сегодня — Институт законодательства и сравнительного правоведения при Правительстве РФ). Здесь он последовательно состоял старшим, а затем — главным научным сотрудником; проработал в институте до конца жизни; в период распада СССР, с 1990 по 1994 год, являлся заведующим отделом конституционного права. Принимал участие в законопроектной деятельности как президиума Верховного Совета СССР, так и президиума Верховного Совета РСФСР — являлся разработчиком и экспертом целого ряда проектов законов РСФСР и СССР. В 1990 году стал заслуженным юристом РСФСР; скончался в Москве 8 декабря 1994 года.

## Семья
- Брат — доктор географических наук Евгений Наумович Перцик, профессор кафедры экономической и социальной географии географического факультета МГУ. Академик Российской академии архитектуры и строительных наук
- Жена — доктор юридических наук Зоя Григорьевна Крылова (1925—2003), специалист в области гражданского права, дочь большевика, участника Гражданской войны Григория Фёдоровича Фёдорова.
  - Сыновья — доктор юридических наук Владимир Вадимович Крылов (1954—2005), профессор кафедры цивилистики МГУ; Григорий Вадимович Крылов, кандидат юридических наук.

## Работы
Вадим Пертцик был автором и соавтором более 250 научных работ, в том числе и десяти монографий. Он являлся сторонником существования такой отдельной дисциплины как «советское строительство», которое он относил к прикладным юридическим дисциплинам; он определял предмет изучения советского строительства как «исследование практической деятельности органов государственной власти и управления (высших и местных), область отношений, складывающихся в процессе их деятельности, правовых и организационных, связанных общими чертами и внутренним единством»; придерживался точки зрения, что государственно-правовые нормы в СССР не регулировали отношений, возникающих в процессе внутриорганизационной и организационно-массовой работы советов и их исполнительных комитетов:
- «Основы советского строительства» (Иркутск, 1974);
- «Правовые основы автоматизации управления народным хозяйством СССР» (М., 1979) (в соавт.);
- «Основы рациональной организации труда в местных Советах» (М., 1985);
- «Реализация законодательства местными Советами» (М., 1985);
- «Краевые, областные Советы народных депутатов и территориально-производственные комплексы в РСФСР» (М., 1986).